# Ladislav Kaboš
Ladislav Kaboš (* 16. června 1953 Prešov) je slovenský režisér, věnuje se zejména dokumentárnímu filmu se sociální tematikou. Vystudoval kameru na pražské FAMU.

## Ocenění
- VOX Humana (2003) za dokument Kde končí naděje, začíná peklo. Jeho ústřední postavou je farář Marián Kuffa, který se ve slovenské obci Žakovce snaží vytvářet komunitu pro lidi, kteří z nejrůznějších důvodů ztratili domov.[2][3]

## Filmografie
- 1981 – Starina
- 1988 – Jenom sen
- 1990 – Voda a les
- 1994 – Mystery of Gregorian Chants
- 1995 – Čaro slobody; The Treasury of Classical Music
- 1996 – Magic of the Slovak Paradise
- 1999 – Curriculum vitae; Tatry a ich tajomstvá…
- 2000 – Do poslední kapky
- 2001 – Meditace s hudbou; Sisi – Kaiserliche Schönheit
- 2003 – Kde končí naděje, začíná peklo
- 2004 – Ľudia na hranici; Stratený domov
- 2006 – Moderní architektura na Slovensku
- 2007 – Kamarádky na smrt
- 2010 – Změnil tvář Šanghaje – o osobnosti architekta Ladislava Hudce
- 2011 – Al Entisar: Loď nádeje
- 2012 – Krvavé piesky Líbye
- 2013 – Všetky moje deti – o životě a práci faráře Mariána Kuffy mezi Romy v chudých osadách východního Slovenska[4]